# Nagroda Satelita dla najlepszej piosenki
Laureaci Satelity w kategorii najlepsza piosenka filmowa:

## Lata 90
1996: Andrew Lloyd Webber, Tim Rice – „You Must Love Me” z filmu Evita

nominacje:
- Des’ree, Tim Atack – „Kissing You” z filmu Romeo i Julia
- Adam Schlesinger – „That Thing You Do” z filmu Szaleństwa młodości
- Tom Petty – „Walls” z filmu Ta jedyna
- Elvis Costello, Burt Bacharach – „God Give Me Strength” z filmu W rytmie serca

1997: James Horner, Will Jennings – „My Heart Will Go On” z filmu Titanic

nominacje:
- Stephen Flaherty, Lynn Ahrens – „Journey To The Past” z filmu Anastazja
- Stephen Flaherty, Lynn Ahrens – „Once Upon A December” z filmu Anastazja
- Sheryl Crow, Mitchell Froom – „Tomorrow Never Dies” z filmu Jutro nie umiera nigdy
- Babyface – „A Song For Mama” z filmu Przepis na życie

1998: Diane Warren – „I Don’t Want To Miss A Thing” z filmu Armageddon

nominacje:
- Randy Newman – „That’ll Do” z filmu Babe: Świnka w mieście
- Stephen Schwartz – „When You Believe” z filmu Książę Egiptu
- Carole King, Carole Bayer Sager – „Anyone At All” z filmu Masz wiadomość
- Marti Frederiksen, Mick Jones, Chris Difford – „The Flame Still Burns” z filmu Szalona kapela

1999: Randy Newman – „When She Loved Me” z filmu Toy Story 2

nominacje:
- Alanis Morissette – „Still” z filmu Dogma
- Aimee Mann – „Save Me” z filmu Magnolia
- Trey Parker, Marc Shaiman – „Quiet Mountain Town” z filmu Miasteczko South Park
- David Arnold, Don Black – „The World Is Not Enough” z filmu Świat to za mało
- Eric Clapton – „Get Lost” z filmu Tylko miłość

## 2000–2009
2000: Björk, Sjón Sigurdsson, Lars von Trier – „I've Seen It All” z filmu Tańcząc w ciemnościach

nominacje:
- Bob Dylan – „Things Have Changed” z filmu Cudowni chłopcy
- James Horner, John Mellencamp, George Green – „Yours Forever” z filmu Gniew oceanu
- Sting, David Hartley – „My Funny Friend And Me” z filmu Nowe szaty cesarza
- Randy Newman – „A Fool in Love” z filmu Poznaj mojego tatę

2001: James Horner, Will Jennings – „All Love Can Be” z filmu Piękny umysł

nominacje:
- David Baerwald – „Come What May” z filmu Moulin Rouge!
- Diane Warren – „There You'll Be” z filmu Pearl Harbor
- Paul McCartney – „Vanilla Sky” z filmu Vanilla Sky
- Nancy Wilson, Cameron Crowe – „I Fall Apart” z filmu Vanilla Sky

2002: Damon Gough – „Something To Talk About” z filmu Był sobie chłopiec

nominacje:
- Eminem, Luis Resto – „8 Mile” z filmu 8 Mila
- Pharrell Williams, Chad Hugo, Beyoncé Knowles – „Work It Out” z filmu Austin Powers i Złoty Członek
- „Love Is A Crime” z filmu Chicago
- „Die Another Day” z filmu Śmierć nadejdzie jutro
- David Mead – „Girl On The Roof” z filmu Wieczny student

2003: Robert Rodriguez – „Siente Mi Amor” z filmu Pewnego razu w Meksyku: Desperado 2

nominacje:
- Bob Dylan – „Cross the Green Mountain” z filmu Bogowie i generałowie
- Michael McKean, Annette O’Toole – „A Kiss at the End of the Rainbow” z filmu Koncert dla Irwinga
- Bob Telson, Lee Breuer – „How Shall I See You Through My Tears” z filmu Letni obóz
- Phil Collins – „Great Spirits” z filmu Mój brat niedźwiedź
- Elton John – „The Heart of Every Girl” z filmu Uśmiech Mony Lizy

2004: Wyclef Jean, Jerry Duplessis, Andrea Guerra – „Million Voices” z filmu Hotel Ruanda

nominacje:
- Mick Jagger, David A. Stewart –  „Blind Leading the Blind” z filmu Alfie
- Glen Ballard, Alan Silvestri – „Believe” z filmu Ekspres polarny
- Robbie Robertson – „Shine Your Light” z filmu Płonąca pułapka
- Andrew Lloyd Webber – „Learn To Be Lonely” z filmu Upiór w operze
- Stephen Merritt – „The Book of Love” z filmu Zatańcz ze mną

2005: Gustavo Santaolalla, Bernie Taupin – „A Love That Will Never Grow Old” z filmu Tajemnica Brokeback Mountain

nominacje:
- 50 Cent, Brian Hughes, Frankie Beverly – „Hustler’s Ambition” z filmu Get Rich Or Die Tryin’
- Jarvis Cocker – „Magic Works” z filmu Harry Potter i Czara Ognia
- Robert Downey Jr., Mark Hudson – „Broken” z filmu Kiss Kiss Bang Bang
- Bird York – „In the Deep” z filmu Miasto gniewu

2006: Chris Cornell – „You Know My Name” z filmu Casino Royale

nominacje:
- Jack Johnson – „Upside Down” z filmu Ciekawski George
- Henry Krieger, Siedah Garrett – „Love You I Do” z filmu Dreamgirls
- Henry Krieger, Anne Previn, Scott Cutler, Beyoncé Knowles – „Listen” z filmu Dreamgirls
- DeVotchKa – „Till the End of Time” z filmu Mała miss
- Bryan Adams, Trevor Rabin, Eliot Kennedy – „Never Let Go” z filmu Patrol

2007: Clint Eastwood, Carole Bayer Sager – „Grace Is Gone” z filmu Grace odeszła

nominacje:
- Diane Warren – „Do You Feel Me” z filmu Amerykański gangster
- Marc Shaiman – „Come So Far” z filmu Lakier do włosów
- Glen Hansard, Marketa Irglova – „If You Want Me” z filmu Once
- Eddie Vedder – „Rise” z filmu Wszystko za życie
- Kate Bush – „Lyra” z filmu Złoty kompas

2008: Jack White – „Another Way to Die” z filmu 007 Quantum of Solace

nominacje:
- Angela Little, Felix Meagher, Baz Luhrmann, Anton Monsted – „By the Boab Tree” z filmu Australia
- A.R. Rahman, Gulzar – „Jaiho” z filmu Slumdog. Milioner z ulicy
- Guns N’ Roses – „If the World” z filmu W sieci kłamstw
- Peter Gabriel – „Down to Earth” z filmu WALL·E
- Bruce Springsteen – „The Wrestler” z filmu Zapaśnik

2009: T Bone Burnett, Ryan Bingham – „The Weary Kind” z filmu Szalone serce

nominacje:
- Maury Yeston – „Cinema Italiano” z filmu Dziewięć
- Randy Newman – „Almost There” z filmu Księżniczka i żaba
- Randy Newman – „Down in New Orleans” z filmu Księżniczka i żaba
- Terry Gilliam – „We are the Children of the World” z filmu Parnassus
- Mary J. Blige – „I Can See in Color” z filmu Precious

## 2010–2019
2010: Diane Warren, Cher – „You Haven’t Seen the Last of Me” z filmu Burleska

nominacje:
- Dido, Rollo Armstrong, A.R. Rahman – „If I Rise” z filmu 127 godzin
- Avril Lavigne – „Alice” z filmu Alicja w Krainie Czarów
- Jennifer Hanson, Gwyneth Paltrow – „Country Strong” z filmu Country Strong
- Howard Shore, Emily Haines, Metric – „Eclipse (All Yours)” z filmu Saga „Zmierzch”: Zaćmienie
- Cee-Lo, Rob Kleiner – „What Part of Forever” z filmu Saga „Zmierzch”: Zaćmienie